# Mezinárodní letiště Subháse Čandry Boseho
Mezinárodní letiště Subháse Čandry Boseho (bengálsky নেতাজি সুভাষচন্দ্র বসু আন্তর্জাতিক বিমানবন্দর, IATA: CCU, ICAO: VECC) je mezinárodní letiště u Kalkaty v svazovém státě Západní Bengálsko v Indii. Leží ve vzdálenosti přibližně osmnácti kilometrů severovýchodně od centra Kalkaty na území města Dam Dam, podle kterého se jmenovalo až do roku 1995, kdy bylo přejmenováno k poctě bojovníka za nezávislost Indie Subáhse Čandry Boseho.